# Щукин, Андрей Федотович
Андрей Федотович Щукин (16 октября 1918, дер. Курганчики — 1 декабря 1987, Янгиер) — начальник радиостанции роты связи 43-го Даурского стрелкового полка (106-я стрелковая дивизия, 65-я армия), старшина. Герой Советского Союза.

## Биография
Родился 16 октября 1918 года в деревне Курганчики в семье рабочего. После окончания Ачинского элеваторного техникума работал бухгалтером.
В Красную Армию призван в 1938 году Курагинским РВК.

#### Великая Отечественная война
С 15 февраля 1943 года воевал на Центральном фронте.
В сентябре 1943 года за бесперебойное обеспечение связи при наступлении на сёла Аверьяново, Зерново сержант Щукин награждён орденом Красной Звезды.

##### Подвиг
Из наградного листа:

…Под сильным огнём переправился через реку Днепр и сразу же, будучи тяжело раненым, установил связь со штабом полка, тем самым обеспечил бесперебойное управление батальоном и успешный захват плацдарма на западном берегу Днепра.

Указом Президиума Верховного Совета СССР от 30 октября 1943 года за успешное форсирование реки Днепр, прочное закрепление плацдарма на западном берегу реки Днепр и проявленные при этом отвагу и геройство старшему сержанту Щукину Андрею Федотовичу присвоено звание Героя Советского Союза с вручением ордена Ленина и медали «Золотая Звезда».

#### Послевоенное время
В 1944 году в связи с ранением старшина Щукин был демобилизован. Работал в Черновицкой области, Мордовской АССР. С 1963 года жил в городе Янгиер. Умер 1 декабря 1987 года. Похоронен в Янгиере (Узбекистан).

## Награды
- Медаль «Золотая Звезда» (30.10.1943)[3];
- орден Ленина (30.10.1943);
- орден Отечественной войны I степени (11.03.1985)[4];
- орден Красной Звезды (29.09.1943)[2];
- медали.